# Depot von Makotřasy
Das Depot von Makotřasy (auch Hortfund von Makotřasy) ist ein Depotfund der frühbronzezeitlichen Aunjetitzer Kultur aus Makotřasy im Středočeský kraj, Tschechien. Es datiert in die Zeit zwischen 2000 und 1800 v. Chr. Das Depot befindet sich heute im Nationalmuseum in Prag.

## Fundgeschichte
Das Depot wurde erstmals 1932 erwähnt. Es wurde südlich von Makotřasy in Richtung Středokluky beim Pflügen entdeckt. Das Datum des Funds und die genaue Fundstelle sind unbekannt.

## Zusammensetzung
Das Depot besteht aus fünf bronzenen Ösenhalsringen, von denen drei neuzeitlich zerbrochen sind.